# Panamakanaalzone
De Panamakanaalzone (Spaans: Zona del Canal de Panamá, Engels: Panama Canal Zone) was een grondgebied van zo'n 1.432 km² binnen Panama, bestaande uit het Panamakanaal en een aangrenzend stuk land, zo'n 8,1 km breed aan weerszijden van het kanaal. Het gebied grensde aan twee provincies van Panama, en werd in 1903 gecreëerd, door een verdrag tussen de Verenigde Staten en Panama, een republiek die nog maar twee weken daarvoor was ontstaan nadat het door een militaire opstand van Colombia was afgescheiden.
Nadat in 1903 het verdrag werd getekend, konden de graafwerkzaamheden van het Panamakanaal uitgebreid worden, gefinancierd door de VS. Graafwerkzaamheden die uiteindelijk tot 1914 zouden duren. Het grondgebied was tussen 1903 en 1979 in handen van de Verenigde Staten, daarna tot 1999 gezamenlijk eigendom van de VS en Panama, waarna het uiteindelijk geheel opgenomen werd door Panama.
De hoofdplaats van de Panamakanaalzone was de huidige stadswijk (barrio urbano) Balboa.
John McCain, Amerikaans senator en presidentskandidaat in 2008, werd in de Kanaalzone geboren.